# Патас
Патасът (Erythrocebus patas), известен още като червен гвенон, ръждива морска котка или хусар, е дългокрака, живееща предимно на земята маймуна, която обитава тревистите и полупустинни райони на Западна и Централна Африка и на югоизток до равнините на Серенгети. Това е единственият вид от рода Erythrocebus и се среща само в Африка.
Наричан е още плачеща маймуна заради издавания специфичен, мяукащ, протяжен и хленчещ звук, наподобяващ бебешки плач. Сключените ѝ вежди и бледият тон на лицето ѝ придават тъжен вид, като че ли е сърдита. Названието хусар е получила заради специфичната окраска на главата и заради това, че бяга бързо в галоп с дългите си крака.
Червеният гвенон е най-бързо движещият се по земята примат, като развива скорост достигаща до 55 km/h.
Храни се с насекоми, семена, грудки, плодове, листа, яйца и дори малки влечуги. Половата зрялост настъпва на 3-годишна възраст. Ражда се едно малко, за което женската се грижи, докато започне самостоятелен живот. Продължителността на живота, както в плен, така и на свобода, е около 20 години.